# Portugál női labdarúgó-szuperkupa
A portugál női labdarúgó-szuperkupa (Hivatalos nevén: Supertaça de Portugal de Futebol Feminino) egy 2015-ben alapított, az portugál labdarúgó-szövetség által kiírt kupa. Tradicionálisan az új idény első meccsét jelenti, s az előző év bajnoka játszik az előző év kupagyőztesével. Amennyiben a bajnok és a kupagyőztes kiléte megegyezik, akkor a bajnok és a kupa második helyezettje vív meg a trófeáért.

## Kupadöntők
| Szezon | Győztes                                        | Eredmény                                       | Döntős                                         |
| ------ | ---------------------------------------------- | ---------------------------------------------- | ---------------------------------------------- |
| 2015   | Futebol Benfica                                | 4–0                                            | Clube de Albergaria                            |
| 2016   | Valadares Gaia                                 | 1–0                                            | CF Benfica                                     |
| 2017   | Sporting CP                                    | 3–1 (h.u.)                                     | SC Braga                                       |
| 2018   | Sporting CP                                    | 1–1 (b.u., 5–4)                                | SC Braga                                       |
| 2019   | SL Benfica                                     | 1–0                                            | SC Braga                                       |
| 2020   | A koronavírus-járvány miatt nem rendezték meg. | A koronavírus-járvány miatt nem rendezték meg. | A koronavírus-járvány miatt nem rendezték meg. |
| 2021   | Sporting CP                                    | 2–0                                            | SL Benfica                                     |
| 2022   | SL Benfica                                     | 4–1 (h.u.)                                     | Sporting CP                                    |
| 2023   | SL Benfica                                     | 1–1 (b.u., 3–0)                                | Sporting CP                                    |

- h.u. – hosszabbítás után
- b.u. – büntetők után
- hm. – harmadik mérkőzés

## Statisztika

### Győzelmek száma klubonként
| Csapat              | Győztes              | Döntős               |
| ------------------- | -------------------- | -------------------- |
| SL Benfica          | 3 (2019, 2022, 2023) | 1 (2021)             |
| Sporting CP         | 3 (2017, 2018, 2021) | 2 (2022, 2023)       |
| Futebol Benfica     | 1 (2015)             | 1 (2016)             |
| Valadares Gaia      | 1 (2016)             | –                    |
| SC Braga            | –                    | 3 (2017, 2018, 2019) |
| Clube de Albergaria | –                    | 1 (2015)             |

## Külső hivatkozások
- Hivatalos honlap